# Ulrike Oelzner
Ulrike Oelzner, geborene Luthardt (* 3. November 1939 in Steinach; † 8. Dezember 2012 in Lichtenfels), war eine deutsche Glaskünstlerin.

## Leben und Werk
Der Vater Ulrike Oelzners, Helmut Luthardt (* 1905), war Verleger und Kaufmann. Er starb Ende Oktober 1939 – wenige Tage vor ihrer Geburt – während eines Einsatzes als Flieger der Reserve bei einem Flugzeugabsturz in Humpolec, Tschechoslowakei. Ihre Mutter Margarethe (1911–2005) war Handelskauffrau und Lehrerin.
Ulrike Oelzner absolvierte von 1958 bis 1960 im VEB Edelschmiede Zwickau eine Lehre als Goldschmiedin. In diesem Metier bevorzugte sie die Technik des Schleudergusses, womit es ihr gelang, „den Schmuckstücken eine einmalige, nicht wiederholbare individuelle plastische Gestalt zu geben und sie zu unverwechselbaren Unikaten zu erheben.“
Von 1960 bis 1965 studierte Ulrike Oelzner an der Hochschule für Industrielle Formgestaltung Halle-Burg Giebichenstein in der Fachrichtungen Schmuck/Metall bei Karl Müller, Email bei Irmtraud Ohme und Skulptur bei Gerhard Lichtenfeld. Einer ihrer Kommilitonen war der Sohn des Bildhauers Rudolf Oelzner, der Glasgestalter Thomas Oelzner (* 1939), den sie 1962 heiratete. Mit ihm gründete sie nach dem Diplom als Formgestalterin 1965 in Leipzig ein Atelier für Gestaltung, in dem sie freiberuflich Schmuck und Gebrauchsgegenstände, unter anderem Emailarbeiten, entwarfen und herstellten. Daneben machten beide vor allem mit plastischen Arbeiten für den öffentlichen Raum, z. B. Wasserspiele und Raumteiler, in damals neuartigen Materialkombinationen wie Beton und Metall, auf sich aufmerksam. Ab 1972 widmeten sie sich der künstlerischen Glasgestaltung. Dafür arbeiteten sie regelmäßig in Thüringer und Lausitzer Glashütten. Ab 1981 hatten sie am Rosental in Leipzig ein eigenes Glasstudio speziell für kalte Veredelungstechniken (Hüttenglas). Dabei fanden sie von Gebrauchsgegenständen wie Vasen, Becher, Flaschen etc. bald zur freien Plastik.
Ulrike und Thomas Oelzner waren auf wichtigen internationalen Fachkonferenzen und Workshops vertreten, so z. B. 1980 auf dem Glasworkshop der internationalen Konferenz des World Crafts Council in Wien und 1982, 1985, 1988 und 1991 auf dem internationalen Glassymposium in Frauenau. 1977, 1978 und 1979 waren beide Artists in Residence im Glasstudio Franzensbad der Firma J. & L. Lobmeyr in Baden bei Wien. 1977 und 1985 beteiligten sie sich am „Coburger Glaspreis für moderne Glasgestaltung in Europa“.
Ulrike Oelzner und ihr Mann hatten in der DDR und im Ausland eine bedeutende Zahl von Einzelausstellungen und Ausstellungsbeteiligungen, unter anderem von 1967 bis 1988 auf der VI. Deutschen Kunstausstellung bis zur bis X. Kunstausstellung der DDR in Dresden. 1981 wurden sie mit dem Kunstpreis der Stadt Leipzig geehrt.
Ab 1991 lebte und arbeitete das Künstlerpaar in Schmannewitz und ab 2008 in Franken. Hier entdeckten sie die Fotografie als neues künstlerisches Wirkungsfeld für sich.
Ulrike Oelzner war bis 1990 Mitglied des Verband Bildender Künstler der DDR.
Arbeiten Ulrike Oelzners und ihres Mannes befinden sich unter anderem in vielen namhaften öffentlichen Sammlungen Europas und der USA.

## Rezeption
„Die sphärenartig vielfach geschichteten, oft stark farbigen transluziden Glasobjekte faszinieren durch ihr inneres Leuchten. Aus der formalen Reduktion gewinnen die Werke ihre minimalistische Prägnanz … Mit ihren Werken leisteten Ulrike und Thomas Oelzner einen unverwechselbaren Beitrag zur internationalen Studioglasbewegung der 1970er und 1980er Jahre.“ (Eva-Maria Hoyer)

## Werke (Auswahl)
- Altar-Kreuz (Metall mit Glasschmelzarbeiten, 1971; Schlosskirche Leipzig-Lützschena)
- Vierarmiger Leuchter (Metall mit Glasfluss, Schlosskirche Leipzig-Lützschena)
- Stangenvase (Hüttenglas, 1976; Kunstgewerbemuseum Dresden)[4]
- Erwachen (Glas, geblasen, frei und vakuumgeformt, mehrfach überfangen, 1977; Grassi-Museum)[5]
- Vase (Bleiglas, mundgeblasen, 1977; Museum Boijmans Van Beuningen, Rotterdam)[6]
- Vase (Hüttenglas, 1977; ausgestellt auf der XIII. Kunstausstellung der DDR)[7]
- Glasplastik (Hüttengeblasenes Glas mit mehrfachem Kristallüberfang, 1981; Kunstgewerbemuseum Dresden)[8]